# 里斯·阿頗·格魯菲德
里斯·阿頗·格魯菲德（Rhys ap Gruffydd，約1132年—1197年）是一位中世紀的威爾斯君主，1155年至1197年統治德赫巴思。他常被稱為領主里斯（The Lord Rhys）。

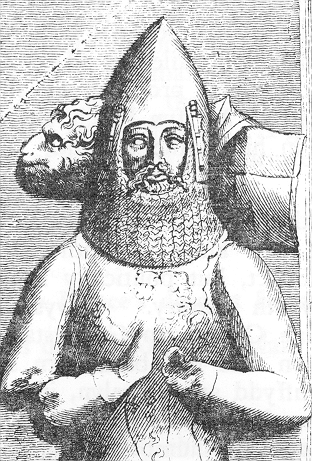
里斯·阿頗·格魯菲德

里斯是好人海威爾的後裔，屬於丁尼佛家族的成員。德赫巴思在他的祖父里斯·阿頗·圖杜爾在位時成為征服者威廉的臣屬國。里斯即位後力圖振興德赫巴思，與舅父歐文·圭內斯一同對抗英格蘭國王亨利二世，並且在歐文·圭內斯死後成為威爾斯最大的一方勢力。他去世後德赫巴思迅速衰弱，並成為圭內斯王國的屬國。